# Sans peur, sans pitié
Cet article possède un paronyme, voir Cangaceiro (homonymie).
Pour plus de détails, voir Fiche technique et Distribution.
Sans peur, sans pitié (O Cangaceiro) est un film d'aventure brésilien réalisé par Lima Barreto, sorti en 1953. 
C'est l'un des plus grands succès du cinéma brésilien. En novembre 2015, le film est inclus dans la liste établie par l'Association brésilienne des critiques de cinéma (Abraccine) des 100 meilleurs films brésiliens de tous les temps.

## Synopsis

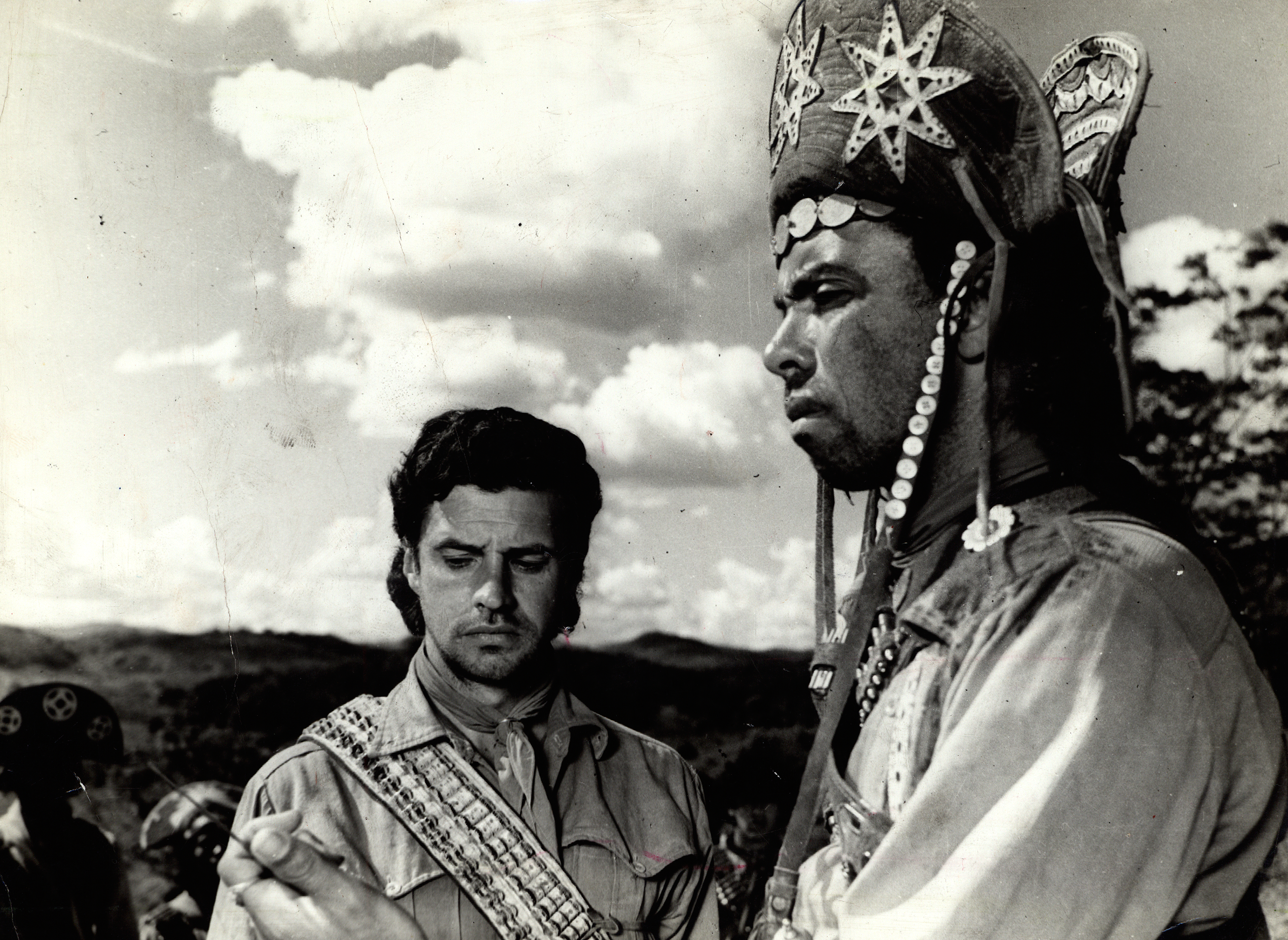
Image du film.

Inspiré par le personnage du cangaceiro Lampião, le film raconte l'histoire d'un groupe de bandits au Brésil, dans les années 1930, dirigé par un chef tyrannique, cruel, mais ne supportant pas l'injustice. Son principal adjoint se dresse contre lui et se sacrifie pour sauver une jeune femme dont il est tombé amoureux. Le film évoque les cangaceiros, les célèbres bandits brésiliens qui écumaient la région au début du XXe siècle.
Un musée, au Brésil, évoque la bande de Lampião qui semait la terreur. La tête du Chef était mise à prix.
Ce film connut un succès sans précédent, il resta à l'affiche presque autant de temps que West Side Story, et il compte un grand nombre d'inconditionnels. Il inspira, en matière de réalisation, de photographie (par exemple avec le générique), les plus grands westerns italiens, et sa musique fit le tour du monde. Extraordinaire interprétation du Chef. Son épouse, dans le film, était incarnée par la plus célèbre chanteuse de l'époque. De manière étonnante, O Cangaceiro qui marqua le début du film brésilien, et le Festival de Cannes, est très peu diffusé, comparativement aux œuvres sur le même sujet qui ont suivi, signées Rocha.

## Fiche technique
- Titre original : O Cangaceiro
- Réalisation : Lima Barreto
- Scénario : Lima Barreto - Rachel de Queiroz
- Musique : Gabriel Migliori
- Photographie : Chick Fowle
- Montage : Giuseppe Baldacconi, Lúcio Braun et Oswald Hafenrichter
- Production : Cid Leite da Silva
- Pays d'origine :  Brésil
- Format : noir et blanc  - 1,37:1
- Genre : Action, drame, historique et aventure
- Durée : 105 minutes
- Date de sortie : 20 janvier 1953
- Affiche : René Péron (France)

## Distribution
- Alberto Ruschel :  Teodoro
- Marisa Prado :  Olívia
- Milton Ribeiro : Galdino
- Vanja Orico : Maria Clódia
- Adoniran Barbosa :  Mané Mole
- Antonio V. Almeida
- Heitor Barnabé
- Lima Barreto

## Distinctions
Présenté au Festival de Cannes 1953, le film obtient le Prix International du film d'aventures et le prix de la meilleure bande sonore[réf. nécessaire]. La chanson du film Olê muié rendeira, chantée par l'actrice Vanja Orico au Festival de Cannes, dont la musique est l'œuvre du compositeur Alfredo Ricardo de Nascime devient un grand succès international et est reprise par de nombreux artistes tels Joan Baez ou Armand Mestral.

## Remake
En 1970, le réalisateur italien Giovanni Fago fit un remake intitulé O Cangaceiro, filmé à Cinecitta sous la forme d'un western spaghetti avec Tomás Milián dans le rôle principal.